# Castrocaro Terme e Terra del Sole
Castrocaro Terme e Terra del Sole é uma comuna italiana da região da Emília-Romanha, província de Forlì-Cesena, com cerca de 6.025 habitantes. Estende-se por uma área de 38 km², tendo uma densidade populacional de 159 hab/km². Faz fronteira com Brisighella (RA), Dovadola, Forlì, Modigliana, Predappio.

## Demografia
| Variação demográfica do município entre 1861 e 2011                               |
|                                                                                   |
| Fonte: Istituto Nazionale di Statistica (ISTAT) - Elaboração gráfica da Wikipedia |